# Lellingeria phlegmaria
Lellingeria phlegmaria är en stensöteväxtart som först beskrevs av John Smith, och fick sitt nu gällande namn av Alan Reid Smith och R. C. Moran. Lellingeria phlegmaria ingår i släktet Lellingeria och familjen Polypodiaceae. Utöver nominatformen finns också underarten L. p. antillana.